# Pico limón

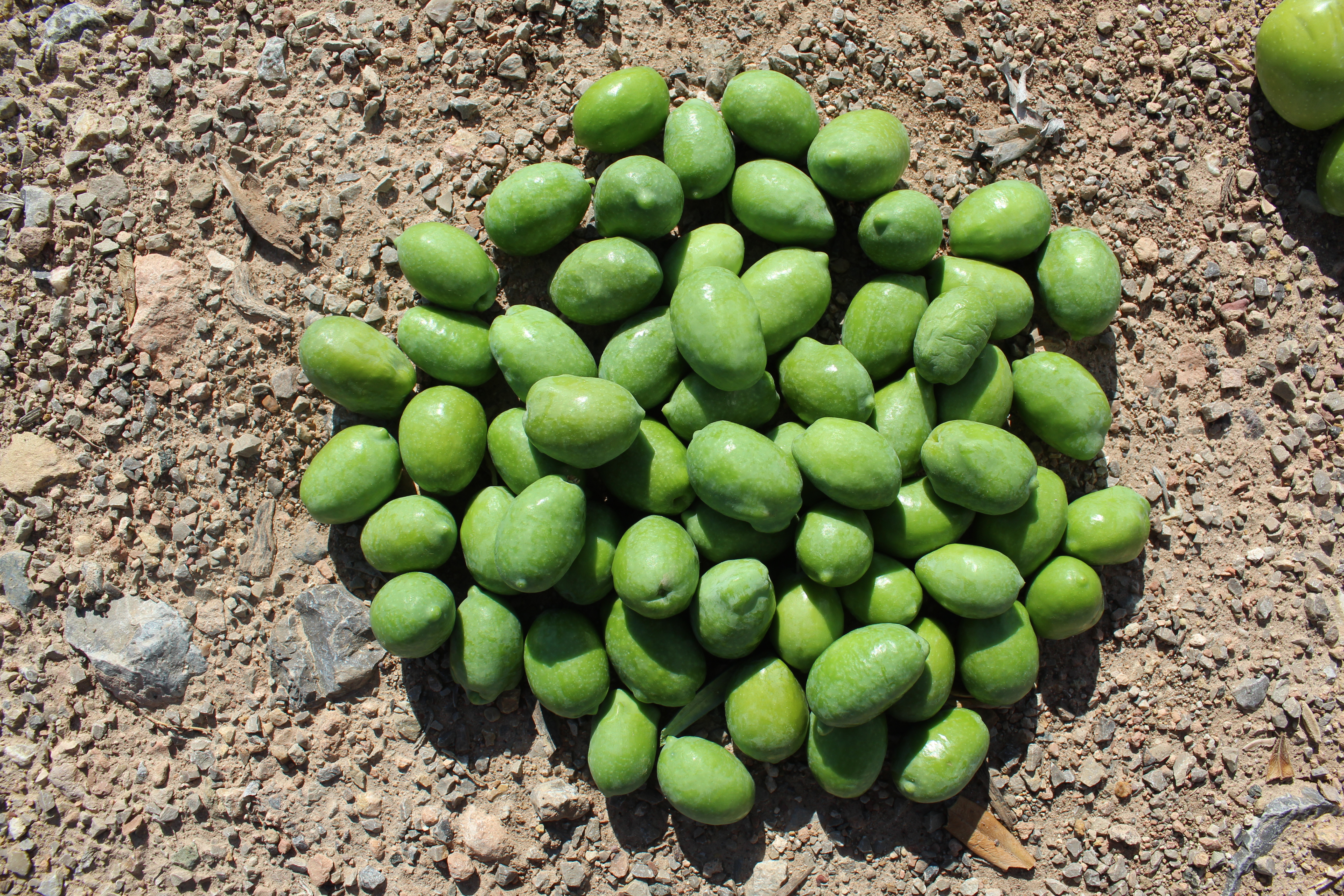
Detalle de aceitunas Pico Limón, con su característico pezón.

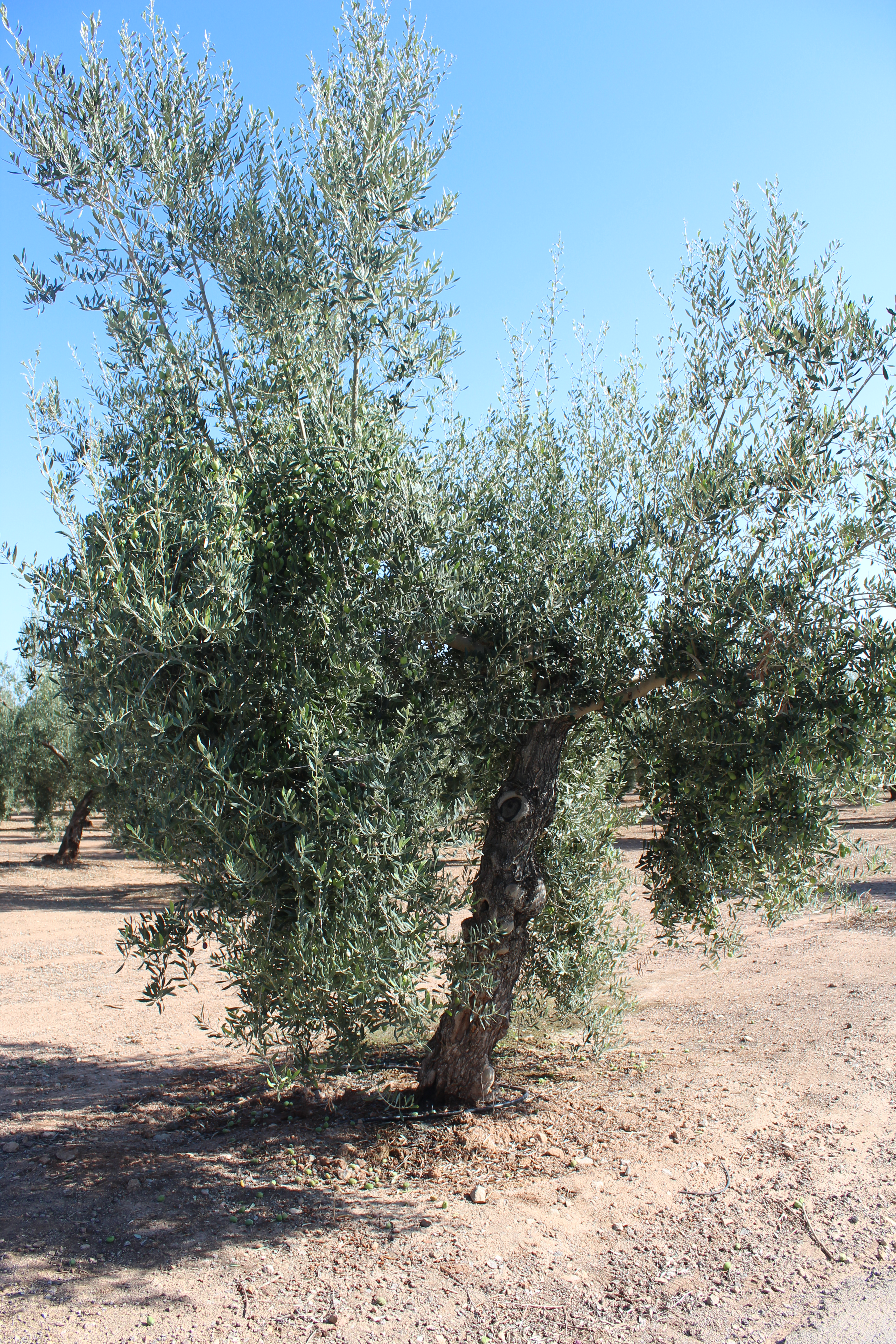
Olivo de la variedad Pico Limón.

Se conoce como Pico limón a una variedad de olivo (olea europaea), que se cultiva principalmente en España, en el sureste de Extremadura, comarca de la Campiña Sur (Badajoz) y en la comarca de la Sierra Norte de la provincia de Sevilla, con dispersión en la provincia de Córdoba y  Jaén. Recibe este nombre por la existencia de un pequeño pezón o protuberancia en el extremo del fruto. Produce una variedad de fruto que es apta tanto para la obtención de aceite de oliva, como para la elaboración de aceituna de mesa. Esta variedad de olivo es muy resistente al frío, pero tolera mal la sequía, siendo apreciado por su buena productividad y la calidad y características peculiares del aceite que se obtiene de sus frutos.